# 花舌
花舌(flutter tonguing)又稱彈吐法，吹奏樂器的演奏技巧，利用舌頭在口腔中的快速震動，演奏出連續而頻率快速的斷奏，類似西班牙語的「打舌音」，製造歡快熱烈的音樂效果。
花舌是一種需要天份或頓悟的技巧，有些人天生就能作出，有些人花長期時間練習也無法練就，或者在長期的練習之後，在一瞬間突然領悟這種震動方式。因此不少無法使用花舌的演奏者，以喉嚨震動造成類似花舌效果的「喉花舌」以代替花舌，但花舌相對於喉花舌較為靈活而具表現力，例如熟習花舌者可進一步練習藉由改變舌頭的震動部位來造成不同的斷奏顆粒感。

## 花舌的表現和運用
花舌可造成一音符的快速連續斷奏，類似拉弦樂器的顫弓或撥弦樂器的輪指，多運用於需要表現活潑、熱烈、歡快、粗犷的曲子之中。
例如在笛子的花舌技巧，在以前主要是流行於北方各地方戲曲的伴奏之中，到了近代，北派笛子的曲目中，大多運用大量花舌技巧，如《喜相逢》、《五梆子》等曲目，以花舌技巧表現歡快的氣氛和北方人質模粗犷的氣質。
嗩吶的花舌是吹打樂和鼓吹樂的重要技巧，它使嗩吶本身熱烈粗獷的音色感覺更加強烈，在《百鳥朝鳳》中，許多地方運用花舌來模仿各種鳥類的叫聲。
西方管樂器中較常用於旋律演奏中，加強演奏的強度和強調音色特性，或在伴奏中增加樂曲華麗效果等情況。